# 佐藤龍一郎
佐藤 龍一郎（さとう りゅういちろう、1950年9月19日 - ）は、福島県出身の元プロ野球選手。ポジションは外野手。

## 来歴・人物
保原高校から東京農業大学へ進学。当時の東農大は東都大学野球リーグ二部に低迷しており、1972年春季リーグの二部2位が最高成績であった。大学の1年上に片平晋作がいる。1972年ドラフト会議で大洋ホエールズから6位指名を受けるがこれを一時保留し、1973年に電電東京へ入社。同年の都市対抗に四番打者、左翼手として出場。1回戦で日本鉱業佐賀関の萩野友康（新日本製鐵八幡から補強）に抑えられ敗退。その後、大洋ホエールズとの交渉期限が切れる前に入団。
1974年には、代打、代走、守備固めとして10試合に起用されるが、その後は出場機会がなく、1978年限りで引退した。

## 詳細情報

### 年度別打撃成績
| 年 度     | 球 団     | 試 合 | 打 席 | 打 数 | 得 点 | 安 打 | 二 塁 打 | 三 塁 打 | 本 塁 打 | 塁 打 | 打 点 | 盗 塁 | 盗 塁 死 | 犠 打 | 犠 飛 | 四 球 | 敬 遠 | 死 球 | 三 振 | 併 殺 打 | 打 率 | 出 塁 率 | 長 打 率 | O P S |
| --------- | --------- | ----- | ----- | ----- | ----- | ----- | -------- | -------- | -------- | ----- | ----- | ----- | -------- | ----- | ----- | ----- | ----- | ----- | ----- | -------- | ----- | -------- | -------- | ----- |
| 1974      | 大洋      | 10    | 1     | 1     | 4     | 0     | 0        | 0        | 0        | 0     | 0     | 1     | 1        | 0     | 0     | 0     | 0     | 0     | 1     | 0        | .000  | .000     | .000     | .000  |
| 通算：1年 | 通算：1年 | 10    | 1     | 1     | 4     | 0     | 0        | 0        | 0        | 0     | 0     | 1     | 1        | 0     | 0     | 0     | 0     | 0     | 1     | 0        | .000  | .000     | .000     | .000  |

### 記録
- 初出場：1974年6月16日、対読売ジャイアンツ10回戦（後楽園球場）、9回表に中塚政幸の代打で出場、新浦寿夫の前に三振
- 初盗塁：1974年6月29日、対広島東洋カープ10回戦（広島市民球場）、5回表に二盗（投手：金城基泰、捕手：水沼四郎）

### 背番号
- 56 （1974年 - 1978年）